# Wilhelm von Wickede
Wilhelm von Wickede, né le 5 décembre 1830 à Güstrow et mort le 28 novembre 1895 à Berlin, est un officier de marine allemand qui fut vice-amiral en fin de carrière.

## Guerre du Schleswig-Holstein
Wilhelm von Wickede descend d'une antique famille de la noblesse allemande. Il entre d'abord comme jeune matelot dans la marine marchande de Hambourg, puis, après que les navires danois eurent bloqué l'Elbe, s'engage en 1849 comme aspirant de marine de la marine du Schleswig-Holstein. Il prend part dans cette formation aux batailles navales opposant le Danemark aux divers États allemands engagés dans la guerre du Schleswig-Holstein (1849-1851).

## Au service de l'Autriche
Wickede entre comme aspirant (cadet de la marine, Seekadett) dans la Marine autrichienne, le 27 mars 1850. Il gravit régulièrement les échelons de la hiérarchie: Il est nommé enseigne de frégate en 1851, enseigne de navire de combat en 1854, lieutenant de frégate en 1857, lieutenant de navire de combat en 1860 et korvettenkapitän en 1866. En 1852 et 1853, il est commandant des péniches Sireno et Amazone. Il prend part en 1859 aux combats contre le blocus de Venise organisé par la France, à bord de la goélette Aretusa. Puis il est à bord du Pelikan en 1860, puis des vapeurs à roues Curtatone et Andreas Hofer, et de la canonnière Sansego. Il commande la canonnière Dalmat à la bataille de Lissa du 20 juillet 1866. Il combat la piraterie en mer Égée en 1867. Wickede a également servi pendant de nombreuses années comme officier d'ordonnance de l'archiduc Maximilien d'Autriche. Il quitte la marine autrichienne en 1868.

## Officier de marine de l'Allemagne du Nord
Wickede entre le 3 septembre 1868 dans la Norddeutsche Bundesmarine, en tant que korvettenkapitän. Il est d'abord directeur du port (Hafenmajor) de Kiel en février 1869, puis commande sur la frégate blindée SMS König Wilhelm, à partir d'octobre 1869. Après une courte période à la base navale de la Baltique, il devient premier officier du SMS König Wilhelm en avril 1870. Ensuite, il commande à partir de mai 1871 le brick SMS Musquito qui sert de navire-école.

## Officier de la Marine impériale allemande
À la création de l'Empire allemand (le Deuxième Reich) en 1871, Wickede est versé dans la Kaiserliche Marine (marine impériale allemande). Il devient professeur à l'académie de marine de Kiel en 1872 tout en remplissant d'autres fonctions dans la Marine en parallèle. Il commande ainsi périodiquement la corvette SMS Vineta et il est nommé capitaine de vaisseau, le 2 mai 1874. Il commande la frégate SMS Niobe en 1875, et ensuite devient directeur de la IIe division du chantier naval (1875-1876), puis commandant de la corvette SMS Elisabeth (1876-1878) qui part pour des missions outremer. C'est à l'époque l'officier le plus ancien de la zone d'Extrême-Orient, puis en 1878 de l'escadre allemande du Nicaragua et doit résoudre l'affaire Eisenstuck (1876-1878) qui oppose l'Empire allemand à la petite république du Nicaragua.
De retour en Allemagne, Wickede reprend après une période de congé ses fonctions au sein de l'académie de marine et prend en mars 1879 le commandement de la corvette blindée SMS Sachsen (de), puis en mai suivant, celle de la frégate SMS Preußen. Il est à l'état-major de la base navale de Kiel (base navale de la Baltique) à l'automne. et dirige à partir de 1880 les essais qui ont lieu tous les ans de mai à septembre.
Wickede est nommé contre-amiral le 17 septembre 1881 et vice-amiral en 1885. Il dirige la base navale de la Baltique de 1883 à 1887 et travaille en étroite collaboration avec le chef de l'amirauté, l'amiral von Stosch, à l'amélioration de la tactique de la marine allemande. Il a mené pendant cinq années successives les grandes manœuvres de la flotte. Il doit démissionner pour raison de santé en 1887. Cependant des différences de conceptions à propos de la formation et des unités de la flotte engagées dans la guerre navale commerciale, entre Stosch et son successeur Caprivi, sont sans doute à l'origine de cette démission.
Wickede enseigne quelque temps et meurt à Berlin en 1895.